# 洛林斯
洛林斯是奥地利福拉尔贝格州布卢登茨县的一个市镇。总面积8.34平方公里，总人口295人，人口密度35.4人/平方公里（2005年）。